# Rimmel
 Rimmel  és una empresa de cosmètica, actualment propietat de Coty, Inc. La House of Rimmel original va ser fundada per l'empresari francès Eugène Rimmel el 1834 a Regent Street, Londres, Anglaterra.
La marca registrada Rimmel actualment té una àmplia gamma de productes de maquillatge, dirigits al mercat de classe mitjana, especialment a les joves adolescents. La companyia té la seu principal a Londres i utilitza la marca Rimmel London en la publicitat. La model d'ITV Holly Willoughby n'havia estat la imatge pública, i posteriorment la va substituir la model britànica Kate Moss, juntament amb les cantants Sophie Ellis-Bextor i Lily Cole.
Rimmel està a la venda a farmàcies i a supermercats, a Gran Bretanya, Alemanya, Polònia, Argentina i els Estats Units. Els seus productes més populars inclouen llapis de llavis, delineadores d'ulls i màscares de pestanyes.
La grafia Rimmel és la forma original del mot en tant que marca comercial; en la pràctica, en català col·loquial s'ha adaptat en rímel com a substantiu genèric (en un cas similar a la xiruca) del cosmètic que es posa a les pestanyes per realçar-les.